# Serguéi Mélik-Bagdasárov
Serguéi Mélik-Bagdasárov es un diplomático ruso. Actualmente es embajador de la Federación Rusa en Venezuela.

## Biografía
Completó los estudios nocturnos en la Facultad del Instituto Gubernamental de Moscú para Estudios Internacionales (MGIMO en sus siglas en ruso) del Ministerio de Relaciones Exteriores de Rusia en 1994. Trabaja en misiones diplomáticas desde 1996. Habla inglés, español y portugués.
Trabajó del 2012 al 2017 como consejero de la embajada rusa en España.
Del 2017 al 2019 fue director interino para el Departamento de América Latina del Ministerio de Relaciones Exteriores de Rusia.
Es embajador de Rusia en Venezuela desde el 17 de febrero de 2020.

## Enlaces
- Biografía en el Ministerio de Relaciones Exteriores de Rusia